# 終極警探2
《終極警探2》（英語：Die Hard 2），由20世纪福斯影业公司1990年出品，為《終極警探》的續集。本片故事改編自沃爾特·韋傑的小說《58分鐘》，主要場景發生於美國華盛頓特區附近的杜勒斯國際機場。

## 劇情
在聖誕節前夕，警官約翰·麥克連為了挽回婚姻，決定前往华盛顿杜勒斯国际机场迎接前來團聚的妻子荷莉，卻在此時發現了一個重大陰謀。被解職的美國陸軍特種部隊上校史都華正準備解救被引渡的中美大毒梟——埃斯佩蘭薩將軍，他帶領部下佔領機場附近的一座教堂，設置了一個飛行管制中心，並破壞機場的降落系統及通話系統，使機場上空所有的客機無法降落，而荷莉乘坐的飛機也在其中。麥克連將此事告知機場警衛隊隊長洛倫佐，但洛倫佐的官僚作風和愚蠢個性，卻使這一切沒有及時得到阻止。史都華一行人完全接管機場塔台的控制權，他們打算以這些客機上的乘客、機組人員為人質，要求機場方面就範，而且為了殺雞儆猴，還誘使一架英國溫莎航空客機墜毀以表明他們的強硬立場。
機場在不得已的情況下，只好請求美國陸軍支援，格蘭特少校便帶領一支特種部隊趕到機場，並將心繫妻子安危的麥克連排斥在行動之外。之後埃斯佩蘭薩控制了押送他的飛機並在機場降落，麥克連企圖抓住埃斯佩蘭薩以控制局面，雖然功敗垂成，但也因此推斷出史都華設置的飛行管制中心所在。於是格蘭特率領部下突襲教堂，並與史都華一行人展開槍戰，但麥克連卻在無意間發現，格蘭特一行人使用的其中一支槍裝的是空包彈。此時麥克連才知道，這兩方人馬根本是蛇鼠一窩，早就串通好演了一場戲，不過麥克連還是卯足全力的阻止這幫惡徒。經過一連串的激戰，麥克連終於將史都華、埃斯佩蘭薩、格蘭特和他們的手下全數殲滅，而他引爆飛機所形成之綿延數百米的火舌，也成了指引飛機降落的指示燈，眾多的飛機因此依次安全降落。最後，在滿天飛舞的雪花中，麥克連終於和妻子緊緊地擁抱在一起。

## 演員
| 演员          | 角色                                 |
| ------------- | ------------------------------------ |
| 布鲁斯·威利斯 | 約翰·麥克連                          |
| 邦尼·贝德莉亚 | 荷莉·吉奈爾，麥克連夫人              |
| 威廉·薩德勒   | 史都華上校，美國陸軍特種部隊退役軍官 |
| 約翰·阿莫斯   | 格蘭特少校，美國陸軍特種部隊軍官     |
| 丹尼斯·法蘭茲 | 洛倫佐隊長，杜勒斯機場警官           |
| 弗雷德·汤普森 | 杜勒斯機場塔台主管                   |